# Krobielowice
Krobielowice (Duits Krieblowitz, 1937–45 Blüchersruh) is een dorp in de gemeente Kąty Wrocławskie (Kanth) in het powiat Wrocławski in het Woiwodschap Neder-Silezië in Polen. De plaats ligt aan het rivertje Czarna Woda (zwart water), een zijrivier van de Bystrzyca. Vlak bij het dorp ligt het mausoleum van veldmaarschalk Blücher, die bij het dorp een landgoed had.

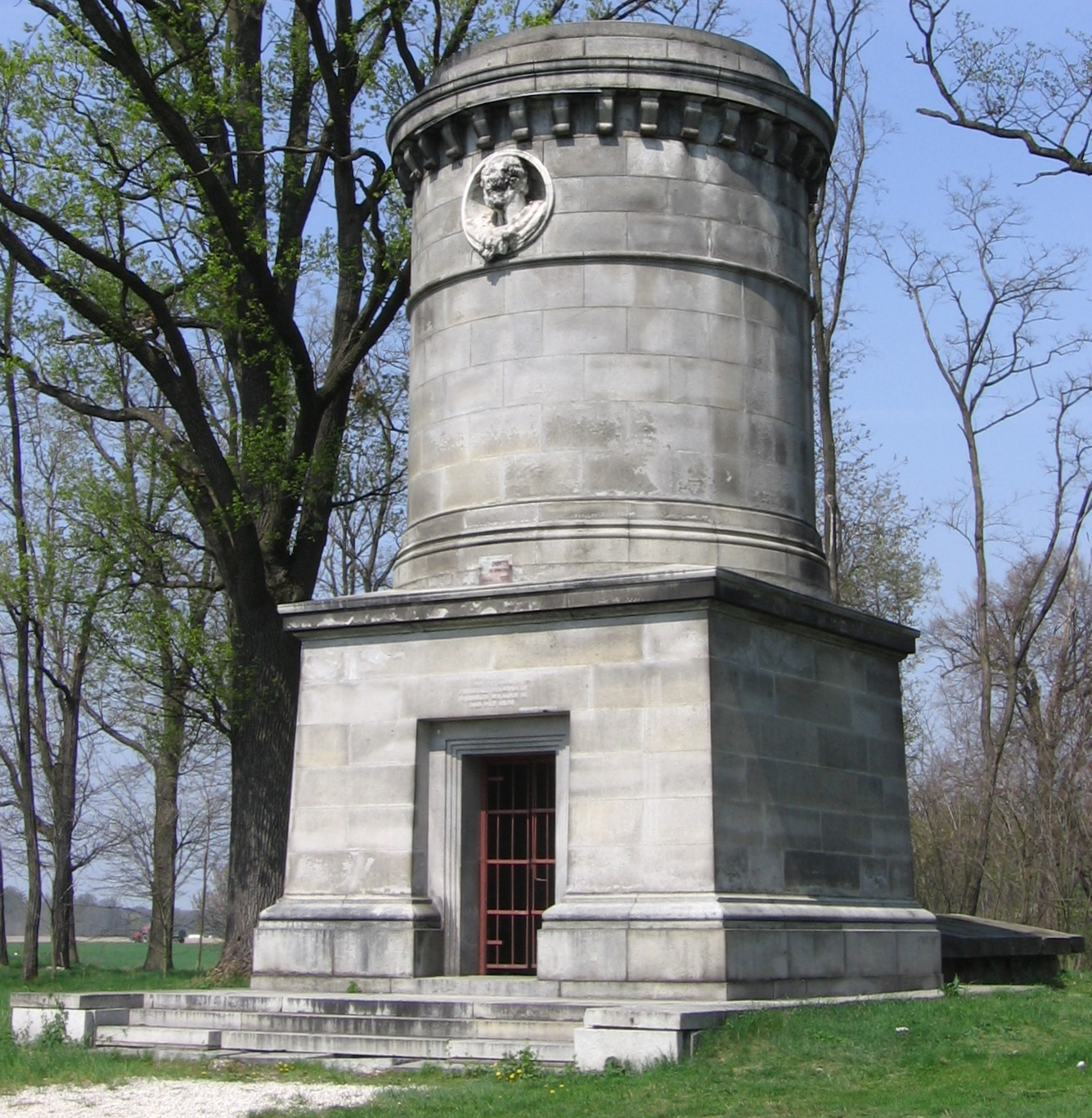
Het mausoleum van veldmaarschalk von Blücher in Krobielowice

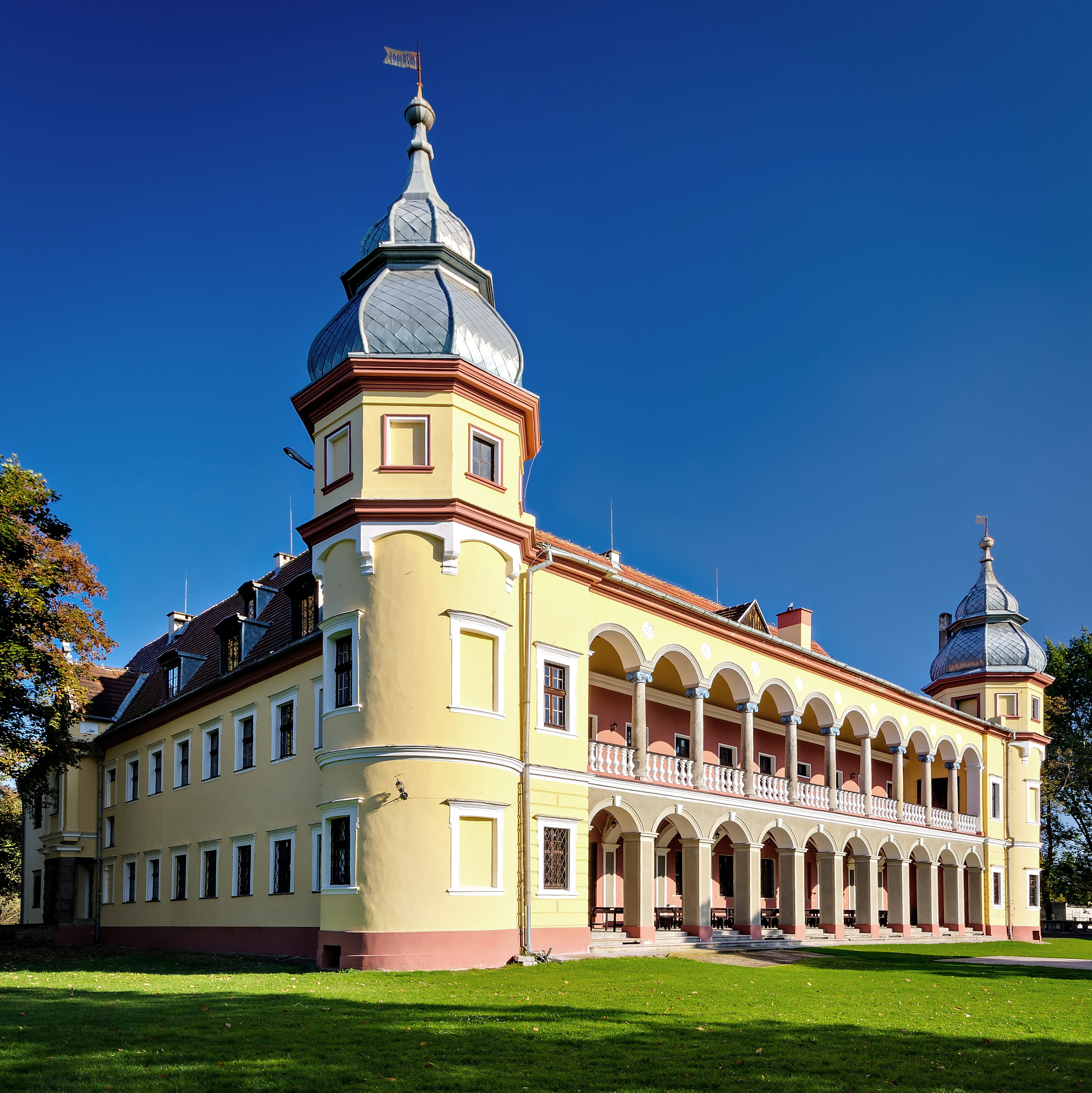
Krobielowice Palac